# Lago Agrio (kanton)
Lago Agrio – kanton w prowincji Sucumbíos, w Ekwadorze. Stolicą kantonu jest Nueva Loja.